# Calea ferată Mintia-Brad
Calea ferată Mintia-Brad, trecută în Mersul Trenurilor drept secția 209, este o cale ferată în lungime de 29 km ce face legătura între localitățile Mintia și Brad, ambele situate în județul Hunedoara. În prezent linia mai există în teren doar de la Mintia până la Păuliș pe o lungime de 2 km pentru a favoriza transportul de marfă de la fabrica de ciment din Chișcădaga.

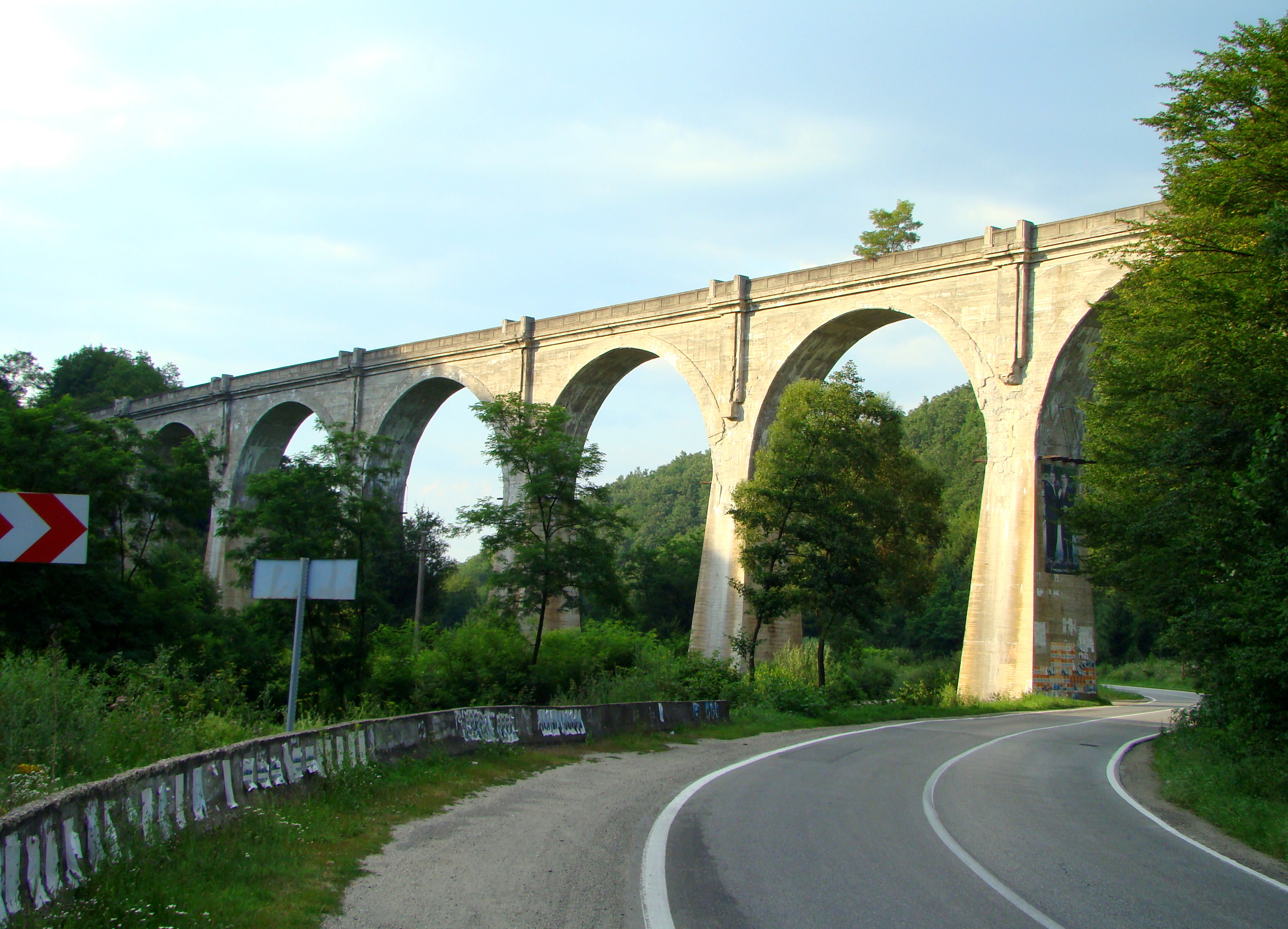
Viaductul Luncoiu de pe linia CFR Brad-Deva

Linia a fost proiectată pentru a scurta distanța dintre Craiova și Oradea cu 60 km față de traseul prin Arad. Lucrările de execuție au demarat în anul 1939, au fost întrerupte în 1945 și au fost reluate în 1979. În 1945 lucrările erau finalizate în proporție de 50%. După încheierea celui de-al Doilea Război Mondial au fost finalizate viaductele Stoeneasa și Peștera și s-a construit o linie industrială pentru a deservi cariera de calcar de la Crăciunești, linia fiind deschisă în anul 1963. Lucrările dintre Brad și viaductul Peștera au fost reluate în anul 1979 iar tronsonul complet dintre Mintia și Brad a fost deschis circulației în 1988. În 1997, în urma unei alunecări de teren produse în apropiere de viaductul Peștera, tronsonul dintre Păuliș și Brad a fost închis iar linia a fost demontată.
Pentru a scurta complet distanța dintre Craiova și Oradea s-a studiat posibilitatea construirii unei căi ferate între localitățile Brad și Vașcău dar lucrările la acest tronson nu au fost niciodată demarate.